# Aulonocara
Aulonocara é um gênero de peixes da família Cichlidae.

## Espécies
O gênero contém 22 espécies descritas:
- Aulonocara aquilonium Konings, 1995
- Aulonocara auditor (Trewavas, 1935)
- Aulonocara baenschi M. K. Meyer & Riehl, 1985
- Aulonocara brevinidus Konings, 1995
- Aulonocara brevirostre (Trewavas, 1935)
- Aulonocara ethelwynnae M. K. Meyer, Riehl & Zetzsche, 1987
- Aulonocara gertrudae Konings, 1995
- Aulonocara guentheri Eccles, 1989
- Aulonocara hansbaenschi M. K. Meyer, Riehl & Zetzsche, 1987
- Aulonocara hueseri M. K. Meyer, Riehl & Zetzsche] 1987
- Aulonocara jacobfreibergi (D. S. Johnson, 1974)
- Aulonocara kandeense Tawil & Allgayer, 1987
- Aulonocara koningsi Tawil, 2003
- Aulonocara korneliae M. K. Meyer, Riehl & Zetzsche, 1987
- Aulonocara maylandi Trewavas, 1984
- Aulonocara nyassae Regan, 1922
- Aulonocara rostratum Trewavas, 1935
- Aulonocara saulosi M. K. Meyer, Riehl & Zetzsche, 1987
- Aulonocara steveni M. K. Meyer, Riehl & Zetzsche, 1987
- Aulonocara stonemani (W. E. Burgess & H. R. Axelrod, 1973)
- Aulonocara stuartgranti M. K. Meyer & Riehl, 1985
- Aulonocara trematocephala (Boulenger, 1901)Aulonocara Orange Blue Peacock